# Эристов, Дмитрий Алексеевич
Дми́трий Алексе́евич Эристов ( Эристави-Арагвский; 1797—1858) — князь, русский писатель, генерал-аудитор Российского императорского флота.
Внук Отара Эристова, выехавшего в Россию в 1724 году с царями Вахтангом и Бакаром из династии Багратидов.

## Биография
Окончив Императорский Царскосельский лицей (1820; 2-й выпуск), Дмитрий Эристов некоторое время служил чиновником Комиссии по составлению законов, затем старшим помощником чиновника во II отделении Собственной Его Императорского Величества канцелярии (1826—1833). Затем был переводчиком канцелярии департамента Министерства юстиции; служил во флоте и был генерал-аудитором флота; с 29 апреля 1838 года — действительный статский советник, затем был произведён в тайные советники.
Кроме служебной, занимался литературной деятельностью. Эристов был сотрудником «Энциклопедического лексикона», издававшегося с 1835 года Плюшаром, где им были созданы биографии многих русских исторических деятелей, статьи по истории Малороссии и Кавказа, жизнеописания некоторых святых и других лиц. С 1852 года участвовал в составлении первых томов военно-энциклопедического лексикона, издававшегося в Петербурге обществом военных и литераторов, основателем и главным редактором которого был Людвиг Зеддлер. Также помещал собственные статьи исторического содержания в журналах и газетах. Свои труды подписывал псевдонимами Д. Е.; К. Д. Э.; Кн. Д. Е.; Кн. Д. Э.; Кн. Дм… Эр…, а также другими. Некоторые труды помещал в «Морском сборнике». В 1842 году Эристов самостоятельно издал «Словарь исторический о святых, прославленных в российской церкви, и о некоторых подвижниках благочестия, местночтимых» (СПб., 1868), который был удостоен Российской Академией наук Демидовской премии.
Имел собственное имение Высокое (ныне — в Бологовском районе).
Умер 9 октября 1858 года в Петербурге от геморроя. После отпевания в Морском Никольском соборе был похоронен в селе Бологое (Валдайский уезд).
Жена — София Ивановна Мельницкая (7.09.1817—29.01.1897).

## Награды
Среди наград Российской империи у Д. А. Эристова были ордена Св. Анны 1-й степени 91849) и 2-й степени (1830; императорская корона к ордену — 1833) и орден Св. Станислава 1-й степени (1844).